# Mijo Kovačić
Mijo Kovačić (Molve, 1935.) – slikar i velikan hrvatskoga naivnog slikarstva 
Iako je već i u osnovnoj školi pokazivao dar za slikanje, obitelj mu nije bila u mogućnosti osigurati daljnje školovanje, pa nakon osnovne škole ostaje raditi s roditeljima na zemlji. No 1953. godine, kao osamnaestogodišnjak, u susjednim Hlebinama upoznaje tada već afirmirana naivnog slikara seljaka Ivana Generalića. Susret s Generalićem poslužio mu je kao ohrabrujući primjer – pred sobom je imao neškolovana seljaka koji je postao poznat i proslavljen slikar u svijetu. 
Naslijedivši tradiciju naivnih slikara slikanja na staklu, prvu izložbu imao je već kao devetnaestogodišnjak, 1954. godine u Koprivnici, zajedno sa slikarima seljacima Gažijem, Filipovićem i Večenajem. Prvu samostalnu izložbu imao je 1961. godine u Galeriji primitivne umjetnosti u Zagrebu. Do danas je izlagao na tristotinjak skupnih i stotinjak samostalnih izložbi diljem svijeta. 
Zajedno s Generalićem i Večenajem izlagao je na slavnoj turneji hrvatske naivne umjetnosti koja je sedamdesetih godina osvojila svijet. Dobitnik je brojnih priznanja, zastupljen je u svim monografijama hrvatskoga naivnog slikarstva i u većini pregleda hrvatskog slikarstva, a objavljeno je i nekoliko monografija o njegovu djelu (Grgo Gamulin: Kovačić, 1976.; Vladimir Maleković: Mijo Kovačić, 1989.; Josip Depolo i Peter Infeld: Mijo Kovačić – san i java Podravine, 1999.). 
Član je Družbe "Braća Hrvatskoga Zmaja", sa zmajskim imenom Zmaj od Gornje Šume. 
Mijo Kovačić ili Miškina, odnosno Miška, kako ga zovu prijatelji, i danas, kao i cijeloga života, živi i radi u Gornjoj šumi, u Molvama. 